# Anna Pietuszko-Wdowińska
Anna Pietuszko-Wdowińska (ur. 1959 w Warszawie) – fotoedytorka prasowa, fotografka, wykładowczyni akademicka. Związana z NSZZ „Solidarność” region Mazowsze, była redaktor naczelna Agencji Fotograficznej PAP. 

## Życiorys
Urodziła się 1959 roku w Warszawie. W roku 1979 rozpoczęła naukę w Policealnym Studiu Fototechnicznym przy ulicy Spokojnej w Warszawie. Szkołę tę ukończyła w 1981 roku.
W 1981 rozpoczęła działalność jako etatowa fotoreporterka Regionu Mazowsze NSZZ „Solidarność”, w ramach której fotografowała min. marsze i strajki organizowane przez opozycję demokratyczną w PRL. W latach stanu wojennego pozostała zaangażowana w funkcjonowanie organizacji i wydawnictw opozycyjnych, takich jak Międzyzakładowy Robotniczy Komitet „Solidarności”. Była też współautorką Być zwyciężonym i nie ulec to zwycięstwo - pierwszego albumu fotograficznego wydanego w drugim obiegu. Zajmowała się także sitodrukiem, wydawała znaczki i pocztówki, w tym dla czechosłowackich opozycjonistów Václava Havla i Karty 77. Jako członkini ekipy prasowej „Solidarności” fotografowała obrady Okrągłego Stołu. W roku 1989 została fotoreporterką Obywatelskiego Klubu Parlamentarnego, fotografując pracę w sejmie przez półtora roku.
W późniejszych latach była kierownikiem działu „foto” w „Życiu Warszawy”, później w „Życiu”. Z „Życia” przeniosła się do PAP, gdzie została redaktorką naczelną, a potem przyjęła posadę naczelnej agencji fotograficznej Wirtualnej Polski. 
Wykładała fotografię prasową i fotoreportaż w Wyższej Szkole Dziennikarska im. Melchiora Wańkowicza w Warszawie.
Niektóre z jej fotografii można zobaczyć w agencji FORUM i zbiorach Ośrodka KARTA.
Odznaczona przez Ministra Kultury orderem za krzewienie kultury niezależnej.